# Свято-Никольский монастырь (Кирово-Чепецк)
Свято-Нико́льский же́нский монасты́рь — бывший православный монастырь Кирово-Чепецка.

## История
Идея о создании монастыря получила свою реализацию в 2003 году, после того как администрация города передала церкви бывшее больничное здание в посёлке ТЭЦ, а Священный Синод Русской православной церкви удовлетворил прошение архиепископа Вятского и Слободского об открытии женского монастыря. Монастырь обосновался на высоком берегу реки Вятки.
Открыт в августе 2004 года. 19 декабря 2004 года была освящена его домовая церковь в честь Великорецкой иконы Николая Чудотворца. 3 февраля 2005 года над монастырём был установлен купол, увенчанный крестом.
В конце 2015 года митрополитом Марком было принято решение на базе монастырской общины открыть приход в честь Николая Чудотворца.